# هومر فلين
هومر فلين (بالإنجليزية: Homer Flynn)‏ هو موسيقي أمريكي، ولد في 1945.

## وصلات خارجية
- هومر فلين على موقع IMDb (الإنجليزية)
- هومر فلين على موقع ميوزك برينز (الإنجليزية)
- هومر فلين على موقع ديسكوغز (الإنجليزية)
- هومر فلين على موقع قاعدة بيانات الفيلم (الإنجليزية)